# D702iF
FOMA D702iF（フォーマ ディーななまるにアイエフ）は、三菱電機によって開発された、NTTドコモの第三世代携帯電話 （FOMA）端末製品である。

## 概要
幾田桃子のデザインによる端末。“F”とはファッショナブルやフェミニンを意味しており、“女性のためのキレイケータイ”というコンセプトである。
その外見にもなめらかな形で女性らしさを表現するのみならず、iアプリにも、レシピ集（他、全3つ）などがプリインストールされている。また、防犯ブザーの代わりにカモフラージュ音が鳴り、それとなく周囲の注意を引く機能も搭載されている。
なお、外部メモリには対応していない。

## 歴史
- 2006年7月4日:D702iF、N702iS、P702iD、SH702iS、M702iG と共に開発を発表。
  - 2006年7月5日：電気通信端末機器審査協会（JATE）通過
  - 2006年7月7日：技術基準適合証明（TELEC）通過

## 不具合
2007年4月末日現在、特に大きな不具合は発見されていない。